# Tomba François

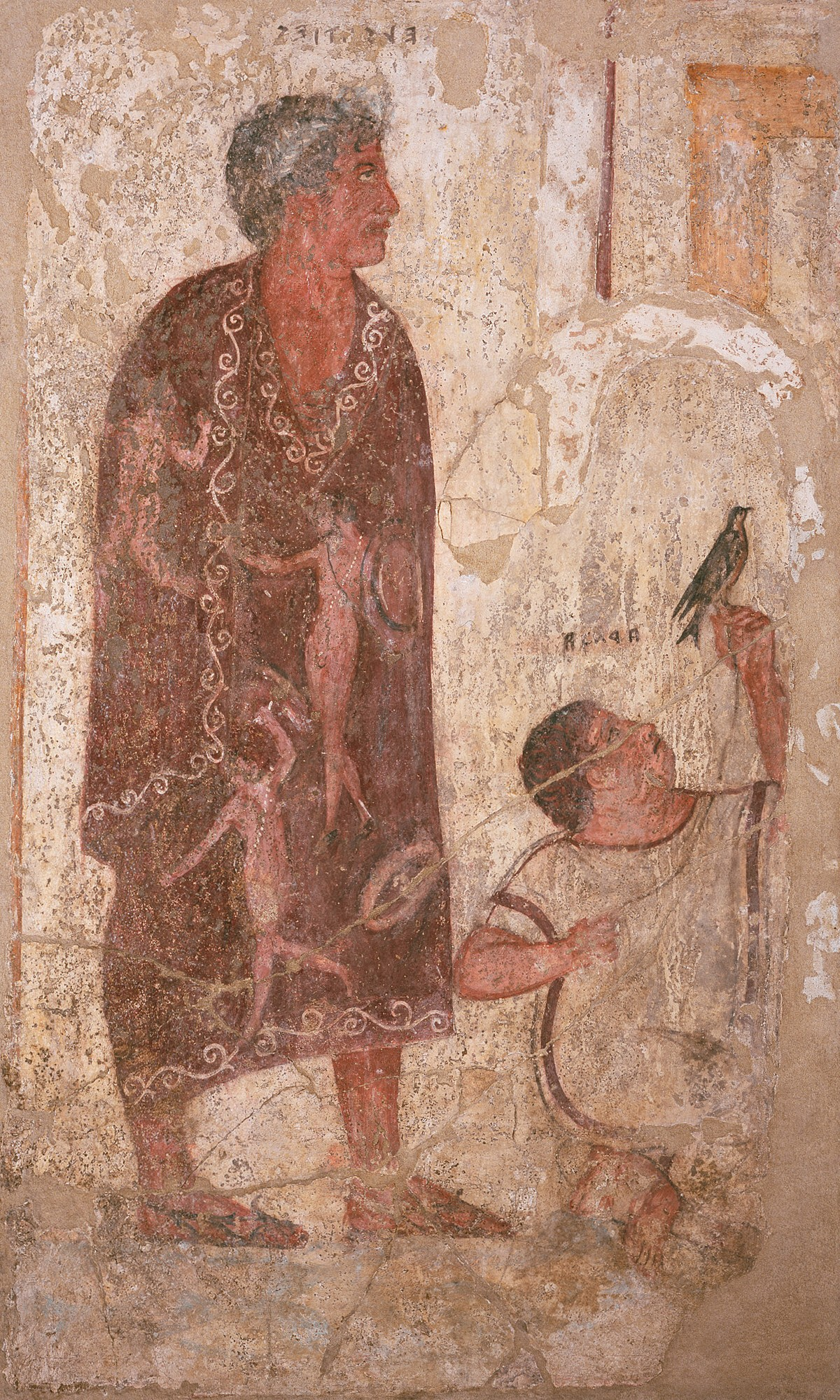
Darstellung des Vel Saties

Die Tomba François („François-Grab“) wurde 1857 von Alessandro François und Adolphe Noël des Vergers nahe dem antiken Vulci gefunden und erlangte schnell Berühmtheit durch ihre gut erhaltenen Fresken, deren Beischriften einige historisch überlieferte Personen nennen. Die Malereien selbst gelten darüber hinaus als Meisterwerke etruskischer Wandmalerei. Das Grab datiert in das 4. Jahrhundert v. Chr., als sich Vulci nach seiner Einnahme im Jahr 396 schon unter römischer Herrschaft befand. Kurz nach der Entdeckung des Grabes wurden die Malereien von der Wand genommen und nach Rom (Villa Albani) gebracht. Vor Ort befinden sich heute Kopien.
Das Grab hat einen langen Dromos, der in eine Hauptgrabkammer führt. Dahinter befindet sich eine weitere Grabkammer, um die neun weitere, kleinere Kammern angeordnet sind. Der Plan erinnert an ein Haus, mit der Hauptkammer als Atrium, der zweiten Kammer als Tablinum und den kleineren Grabkammern als Schlafzimmern (Cubicula).
Die aufwändigsten Malereien befinden sich in der Hauptgrabkammer. Hier gibt es nahe der Decke einen gemalten Mäanderfries und darunter einen Tierfries. Die Hauptwände zeigen große Figuren, meist allein stehend oder in Paaren angeordnet. Sie sind durch Beischriften identifizierbar. Die Figuren selbst sind zum Teil nicht gut erhalten. Es findet sich eine Mischung von mythischen und realen Personen. Unter den mythischen Figuren befinden sich Sisyphos, Eteokles und Polyneikes, die sich gegenseitig töten, sowie Ajax, der Kassandra vergewaltigt. Daneben befindet sich hier auch die Darstellung von Vel Saties, der das Grabmal erbauen ließ. An der Sockelzone standen einst wahrscheinlich Bänke, die heute jedoch nicht mehr erhalten sind. In der Hauptkammer ist auch Camillus, der sogenannte zweite Gründer von Rom, dargestellt, wie er einen gewissen Gaius Tarquinius von Rom tötet. Camillus ist als historische Person bekannt, doch ist unsicher, wer mit Gaius Tarquinius gemeint ist. In der Tat gab es gemäß der späteren Überlieferung zwei etruskische Könige in Rom aus Tarquinia, doch trug keiner von ihnen den Namen Gaius. Beide Könige sollen zudem nach traditioneller Datierung bereits im 6. Jahrhundert v. Chr. geherrscht haben, während Camillus wohl über 100 Jahre später politisch aktiv war.
Die Malereien in der zweiten Kammer folgen einem anderen Schema. In der obersten Zone gibt es wieder einen Mäanderfries, doch folgt darunter kein Jagdfries. In der Sockelzone befinden sich Bänke, die hier auch erhalten sind. Die beiden Hauptwände zeigen jeweils groß angelegte Szenen, deren Akteure wiederum durch Beischriften identifiziert werden können. Auf der linken Wand sieht man Achilles, der trojanische Gefangene am Scheiterhaufen des Patroklos opfert. Auf der rechten Wand sind Kämpfe zwischen jeweils zwei Männern zu sehen. Anhand der Beschriften ist sicher, dass jeweils Etrusker dargestellt sind, jedoch nur für die Verlierer wird eine Herkunftsangabe geliefert. Es wurde deshalb vermutet, dass die Gewinner jeweils aus Vulci stammen und man sie daher nicht extra identifizieren musste.
In der Ecke zur Rückwand befindet sich die am meisten beachtete Szene des Grabes. Hier sind auf zwei Wänden, über Eck, zwei Männer dargestellt. Einer von ihnen ist Mastarna (hier etruskisch: Macstarna), der den anderen, Caelius Vibenna (hier etruskisch: Caile Vipinas), befreit. Aus einer Rede des Kaisers Claudius ist bekannt, dass Mastarna der etruskische Name des Servius Tullius, des sechsten Königs von Rom, war, der wiederum als Freund von Caelius Vibenna überliefert ist. Die Angaben in der Rede des Claudius werden also durch die Malereien im Grab bestätigt.

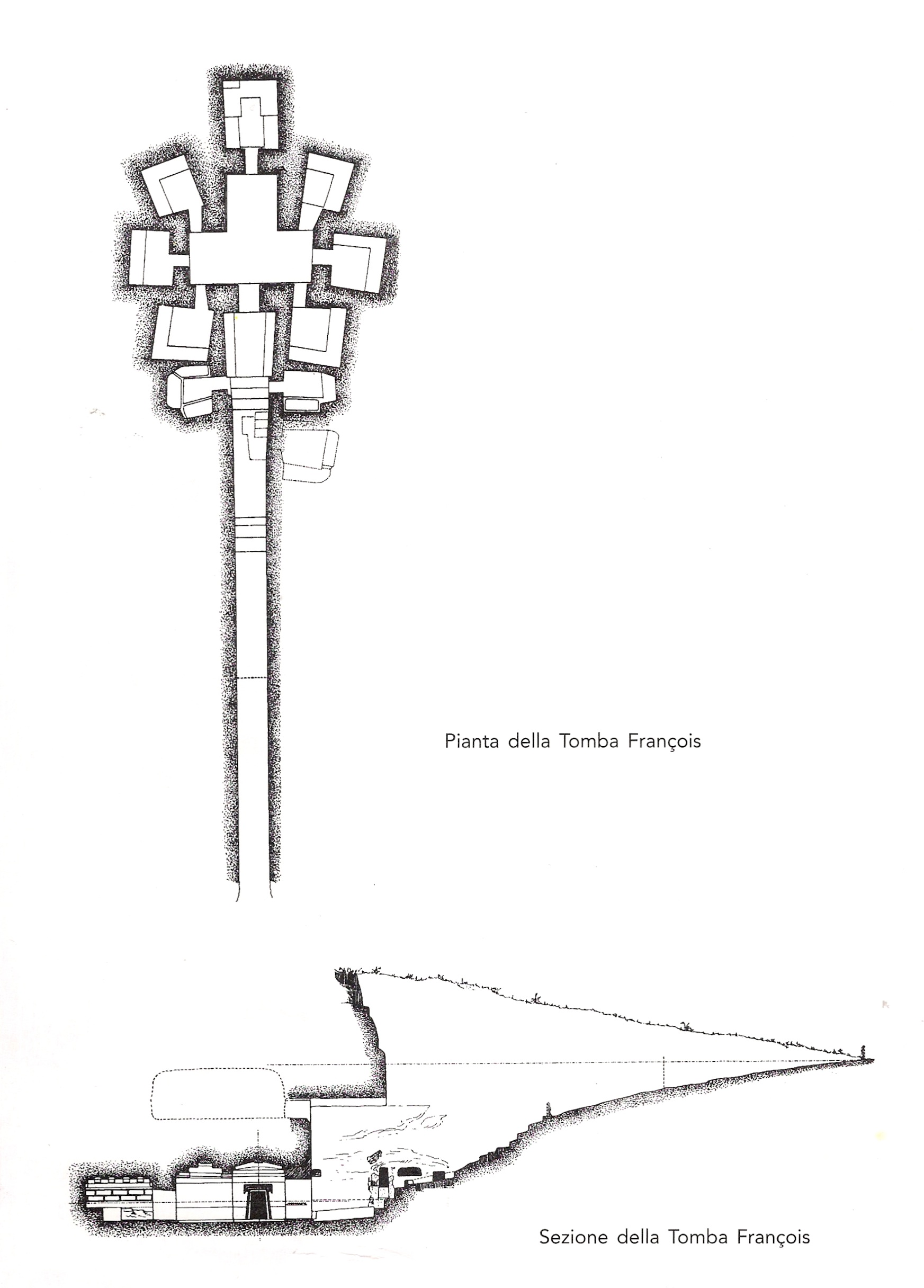
Plan der Grabanlage
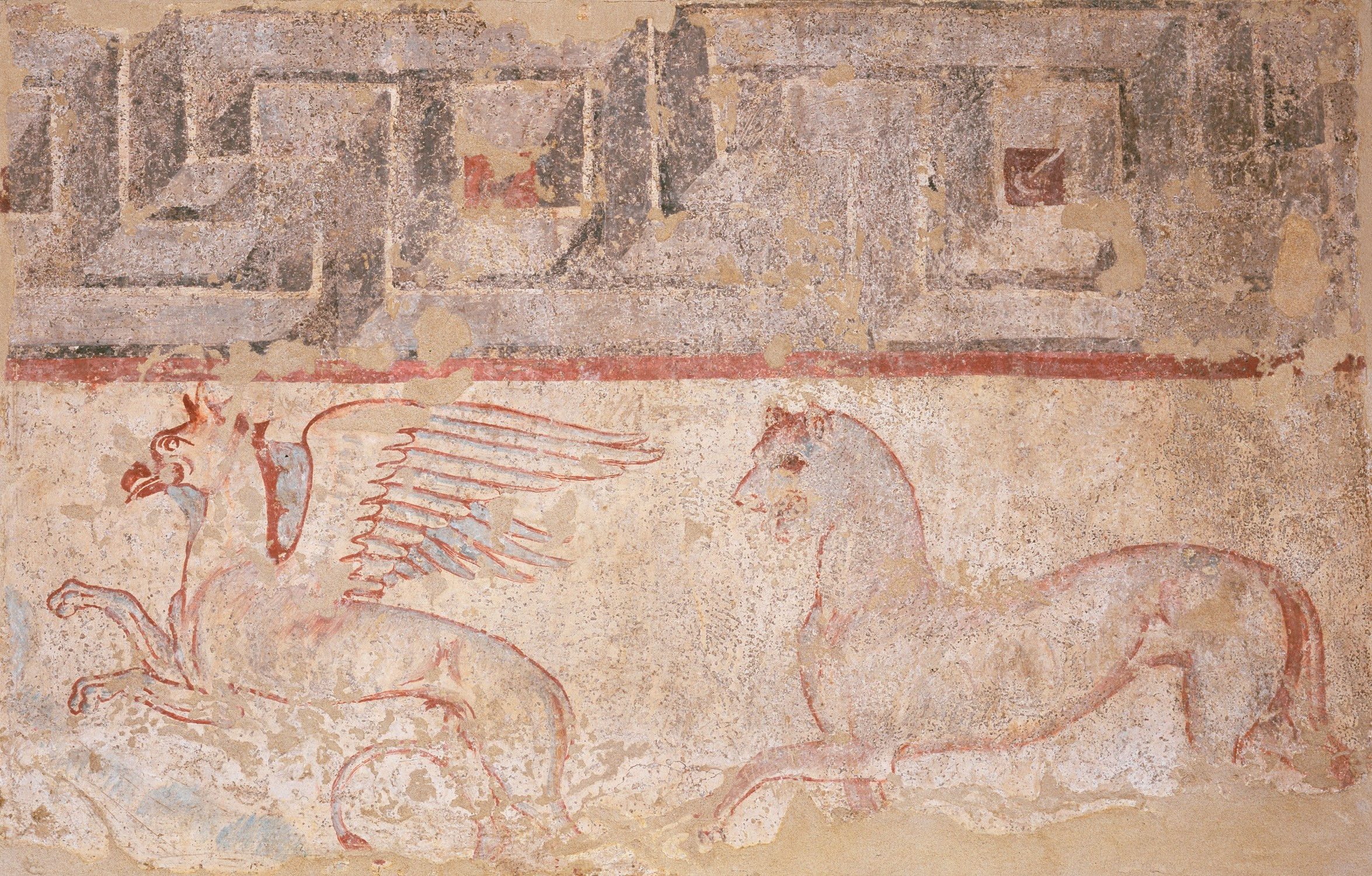
Tierfries im Atrium (Ausschnitt)
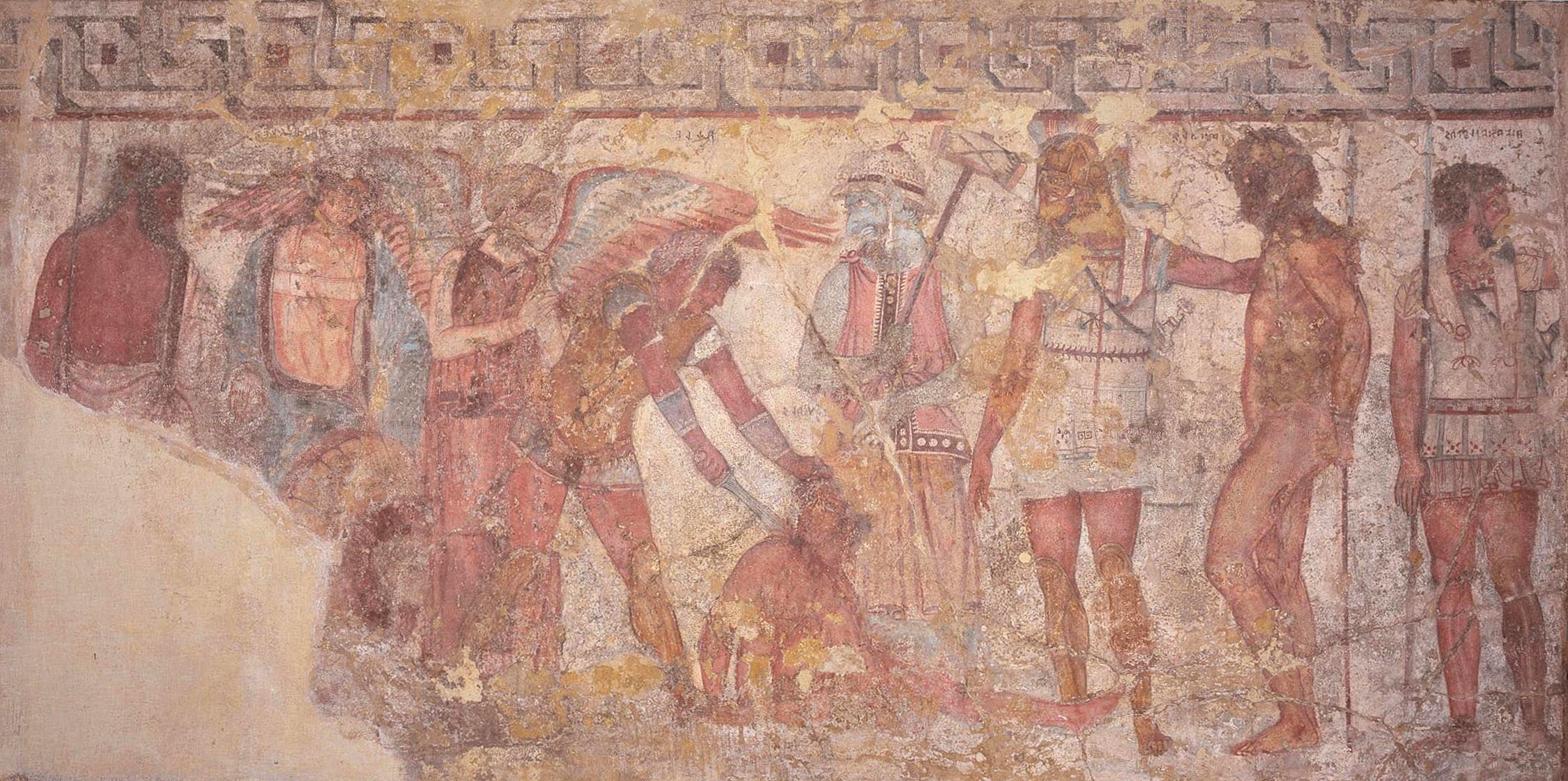
Achilles opfert trojanische Gefangene
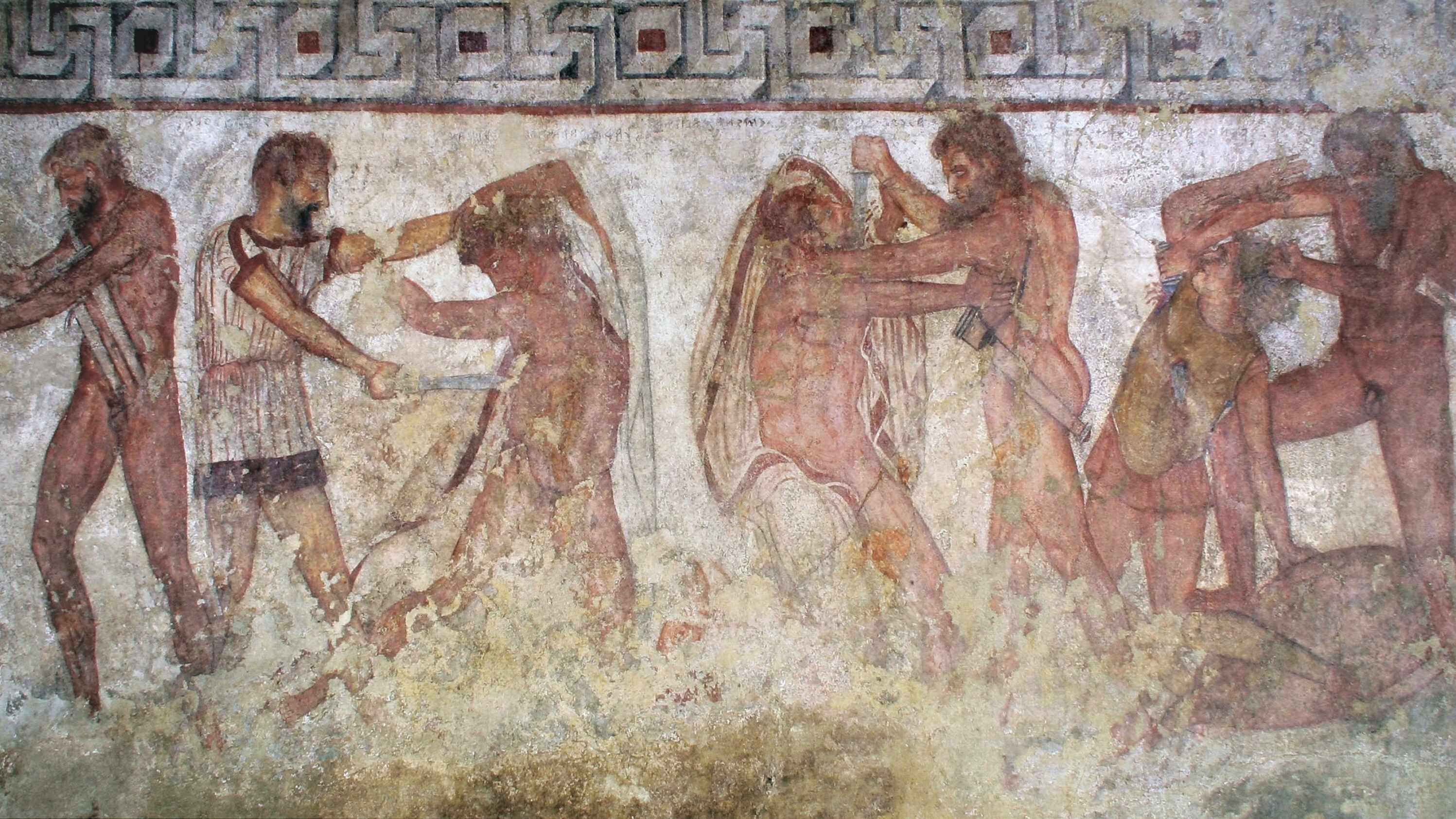
Schlachtenszene, ganz links Mastarna
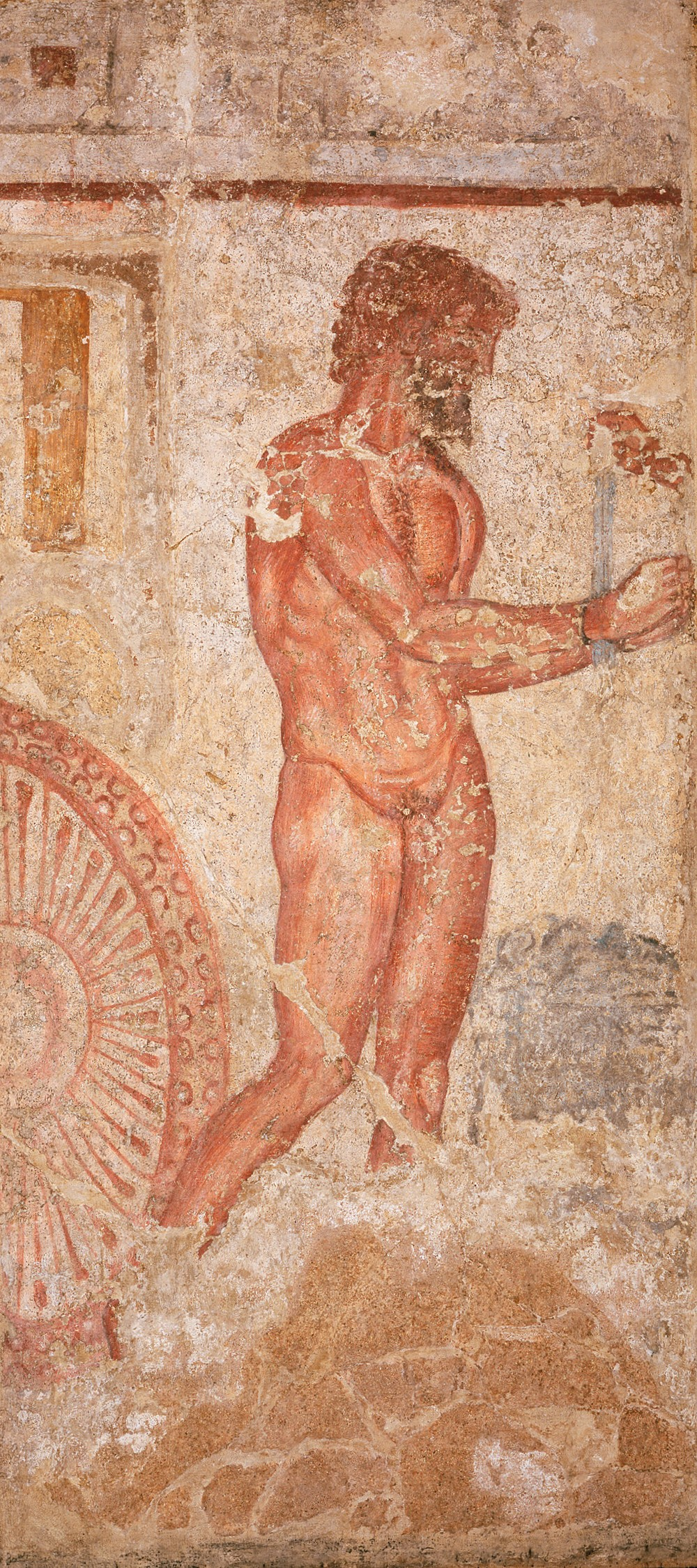
Caelius Vibenna